# 16. Flak-Division
A 16. Flak-Division (em português: Décima-sexta Divisão Antiaérea) foi uma divisão de defesa antiaérea da Luftwaffe durante a Alemanha Nazi, que prestou serviço na Segunda Guerra Mundial. Foi formada a partir da 6. Flak-Division.

## Comandantes
- Kurt Steudemann, (15 de junho de 1942 - 28 de fevereiro de 1943)[2]
- Rudolf Eibenstein, (1 de março de 1943 - 30 de abril de 1944)[2]
- Friedrich-Wilhelm Deutsch, (30 de abril de 1944 - 9 de fevereiro de 1945)[2]